# タリム盆地

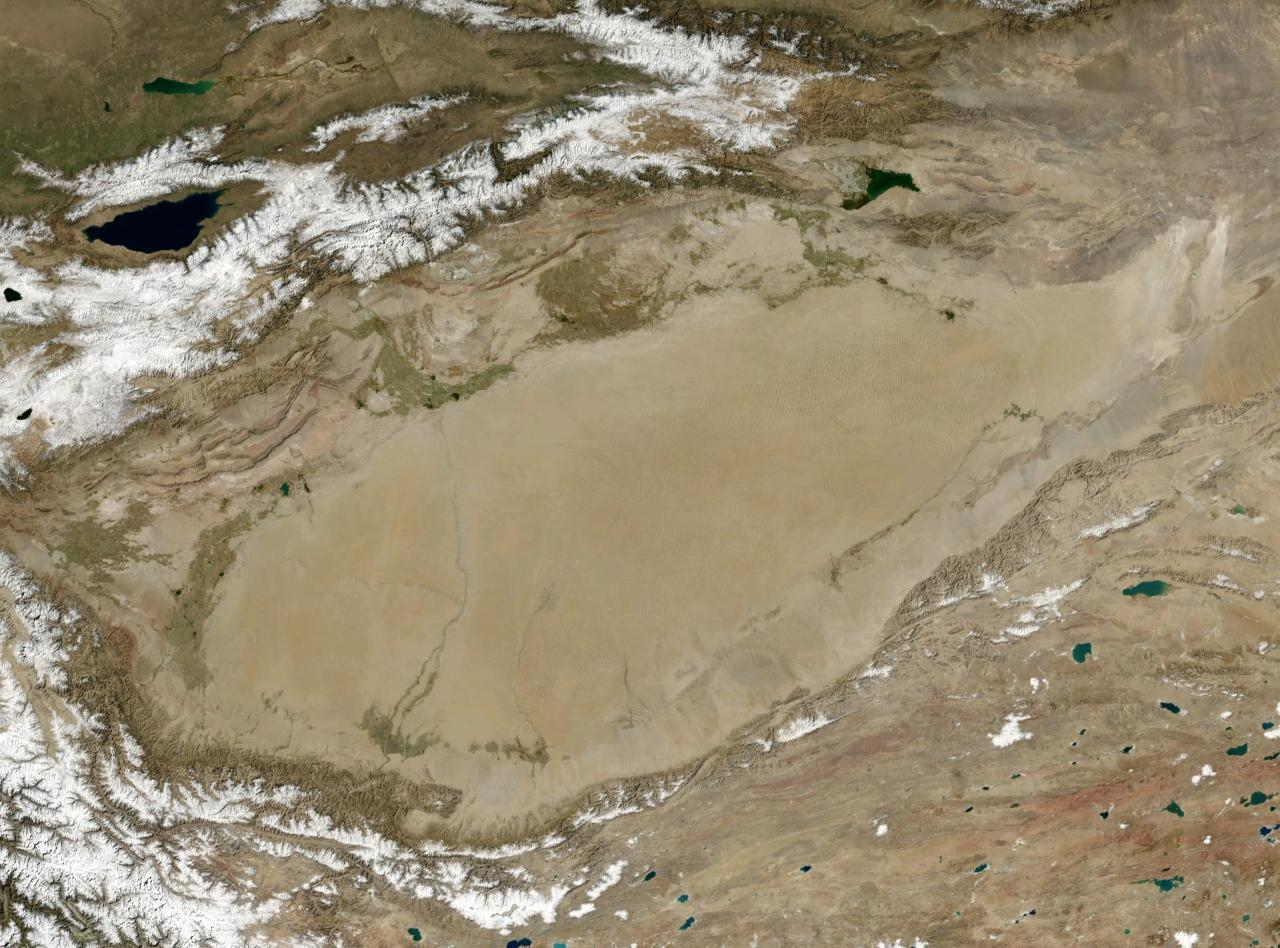
タリム盆地の衛星画像

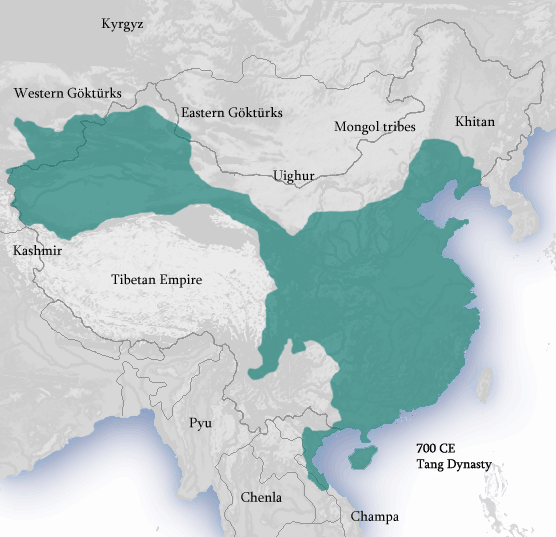
中国本土とタリム盆地を繋ぐ河西回廊

タリム盆地（英語：Tarim Basin，ウイグル語：تارىم ئويمانلىقى，中国語：塔里木盆地）は、中央アジアにある内陸盆地である。東西1,400km、南北550kmにわたって広がり、総面積は560,000km2。現在は中国・新疆ウイグル自治区となっている。
この盆地は古来中国で西域と呼ばれた地域で、シルクロードが通っており、楼蘭、亀茲、于闐といった多くのオアシス都市国家が栄え、覇を競った。現在は中国領であるが、テュルク系遊牧民だったウイグル人がいまも住んでおり、言語もウイグル語で文字はアラビア文字を使う。チベットと並んで民族問題を孕んだ地域である。

## 気候

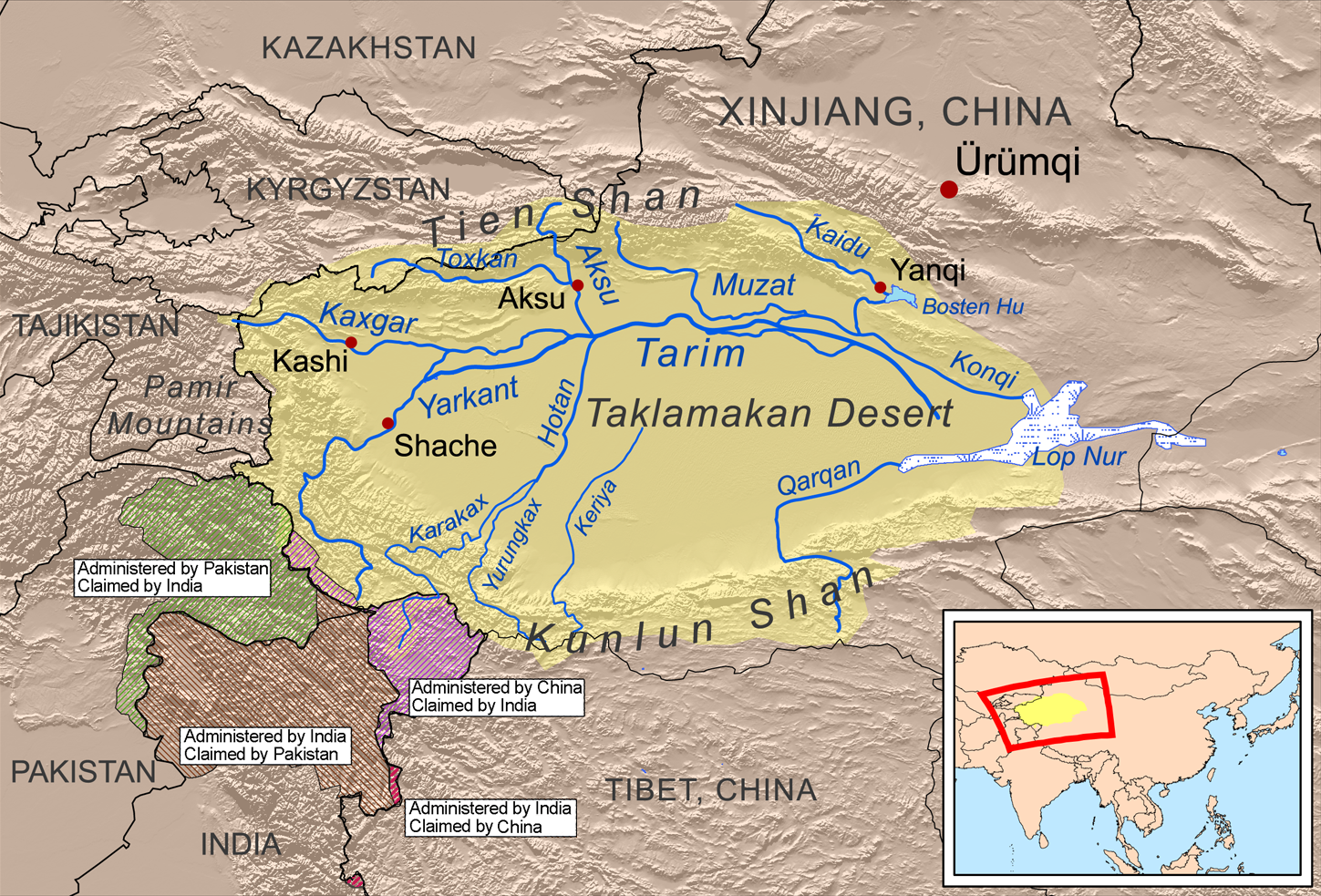
タリム盆地の水系

北に天山山脈、西にパミール高原とカラコルム山脈、南に崑崙山脈とアルチン山脈がある。盆地内の大部分はタクラマカン砂漠で占められており、周囲の山脈の雪解け水を源とするタリム川や孔雀河などの内陸河川が流れている。
「さまよえる湖」として知られるロプノールは、タリム川の末端湖のひとつであり、この砂漠の北東端にあった。
およそ2万年前の最後の氷期から現在の間氷期へと遷り変わる頃には、盆地のほぼ全域がカスピ海のような極めて広大な湖となったが、その後気候が温暖化するにつれて次第に水が失われ、大部分が砂漠になったと考えられている。降水量が極めて少なく乾燥しているが、盆地の地下には五大湖の10倍にもなる大きさの地下水源が存在する可能性が指摘されている。

## 都市

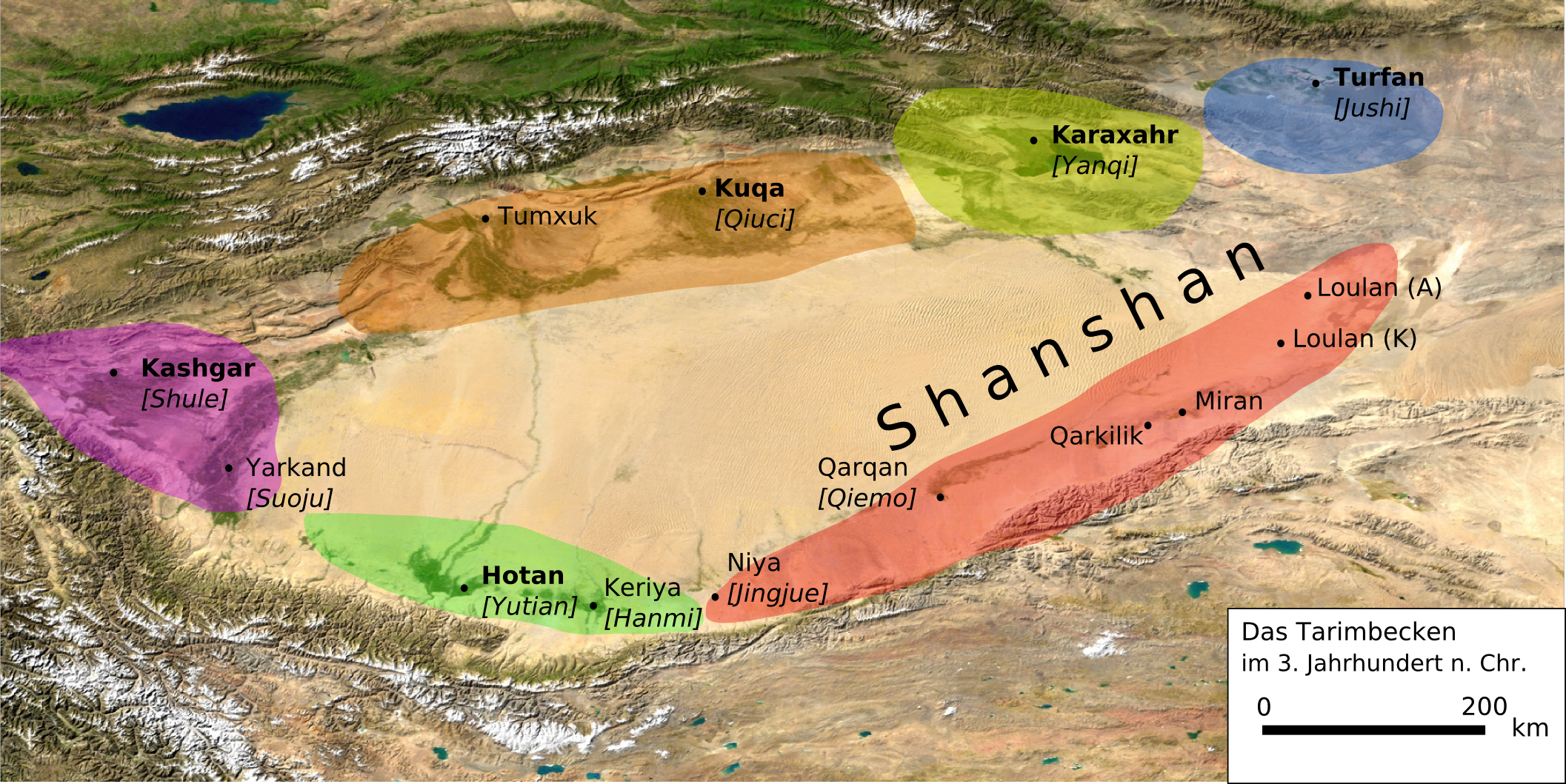
3世紀頃のタリム盆地の勢力図